# Rodrigo da Silveira, 3.º Conde de Sarzedas
Rodrigo Lobo da Silveira da Silva Teles, 3º conde de Sarzedas (24 de agosto de 1663 – 29 de março de 1735) foi um nobre português, filho do 2º conde D. Luís Lobo da Silveira.

## Biografia
Segundo «Nobreza de Portugal», Tomo III, página 363, foi senhor hereditário de Sarzedas e de Sobreira Formosa, alcaide-mor da Guarda, de Seia e de Ferreira, comendador de diversas comendas na Ordem de Cristo e da de Nossa Senhora da Seda na Ordem de Avis, tenente-general de Cavalaria,  deputado da Junta dos Três Estados, foi um dos capitães da guarda do rei D. Pedro II de Portugal em sua campanha da Beira na Guerra da Sucessão da Espanha.
Na campanha de 1705 tomou parte como voluntário e se achou nas tomadas de Valença e de Albuquerque.

## Casamentos e posteridade
Casou em 21 de dezembro de 1689 com D. Inácia de Noronha, dama da Rainha D. Maria Sofia, morta em 16 de outubro de 1700, filha do 4º conde de Arcos; casou em 17 de agosto de 1707 com D. Bernarda Josefa de Távora, dama da mesma Rainha,  viúva do 3º conde de São Vicente, seu tio. Ela nascera em 30 de novembro de 1686 e morreu em 31 de maio de 1735. Era filha do 2º Marquês de Távora e não deixou geração.
- 1 - Primogênita D. Teresa Inês Marcelina Vitória da Silveira (1695-13 de setembro de 1747), 4ª condessa de Sarzedas.